# Улица Ефремова (Гомель)
Улица Ефремова — улица в северной части Гомеля.
Улица связывает улицу Советскую и проспект Космонавтов. Проходит по территории Железнодорожного района города.

## История и этимология годонима
Улица названа в честь героя Великой Отечественной войны генерала М. Г. Ефремова. До 1975 года — улица Инструментальная бывшей деревни Титенки.

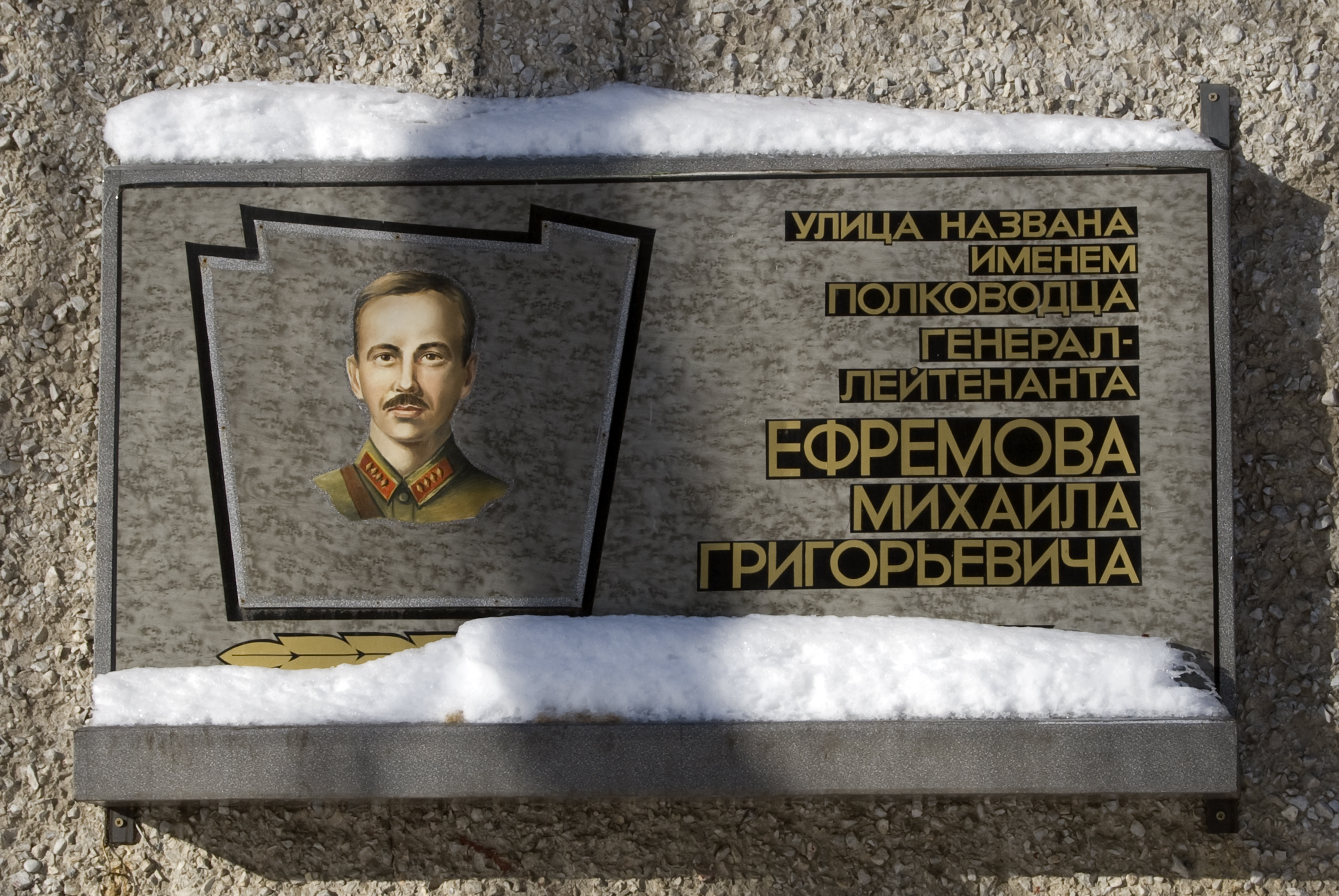
Мемориальная доска на доме № 4

## Облик улицы
Первоначально улица была застроена частными индивидуальными одноэтажными жилыми деревянными домами. Позже были построены двухэтажное ведомственное общежитие пожарной охраны (за номером 1б в 1954 году), двухэтажный кирпичный жилой домом (за номером 80), двухэтажное общежитие объединения «Гомельстройматериалы» (за номером 63).
С постройкой Гомельского завода самоходных комбайнов ПО «Гомсельмаш» на месте частной застройки начинают с 1980-х годов строиться девятиэтажные панельные дома, 12-этажный дом (за номером 8) со встроенными объектами социальной инфраструктуры. В двухэтажном здании общежития объединения «Гомельстройматериалы» располагается заводоуправление Гомельского завода самоходных комбайнов.
Застройка улицы многоэтажными домами шла от проспекта Космонавтов в сторону улицы Фадеева. Вместе с жилыми домами постепенно улица застраивалась объектами социальной инфраструктуры и промышленности: детский сад, универсам, ГСКБ по зерноуборочной и кормоуборочной технике, а с 1990-х годов — ресторан, кафе, кулинария, Гомельский городской комбинат школьного питания, физкультурно-оздоровительный комплекс.
С 1990-х годов девятиэтажными домами (дома за номерами 22, 24, 26) застраивается участок чётной стороны улицы Ефремова от физкультурно-оздоровительного комплекса до перекрёстка с улицей Сухого. Дальнейшая застройка этого участка улицы продолжилась после 2003 года и до 2013 года.
На нечётном участке улицы от перекрёстка с улицей Фадеева и далее в сторону улицы Советской жилой застройки нет, здесь расположились производственные корпуса Гомельского завода самоходных комбайнов и объекты женской колонии ИК-4 департамента исполнения наказаний МВД РБ.
На улице расположены следующие значимые объекты:
- Гомельского завода самоходных комбайнов ПО «Гомсельмаш»
- ГСКБ по зерноуборочной и кормоуборочной технике
- Гомельский городской комбинат школьного питания
- Пожарная аварийно-спасательная часть № 4 МЧС РБ
- Отделение почтовой связи № 31
- Отделение почтовой связи № 35
- Физкультурно-оздоровительный комплекс «Бодрость»
- Ресторан «Галактика»
- Универсам «Рощинский»
- Торговые ряды «Сельмашевские»
- Ясли-сад № 150 «Катюша»
- Комната школьника «Парус»
- Отделение № 302/12 ОАО «АСБ Беларусбанк»
- ЖЭУ № 6 КЖРЭУП «Сельмашевское»
- Опорный пункт охраны правопорядка № 7 Железнодорожного района г. Гомеля

## Пересекает улицы
- Фадеева
- Народного ополчения
- Сухого
- Антошкина
- Героев-подпольщиков